# Waldseemüllerkortet
Waldseemüllerkortet, Universalis Cosmographia, er et verdenskort lavet af den tyske kartograf Martin Waldseemüller. Kortet som oprindeligt blev offentliggjort i april 1507, er kendt for at være det tidligste kort hvor navnet "Amerika" er brugt. Kortet er baseret på en Ptolemæus geografiske beregninger, tilrettet således at der gives plads til Amerika og høje breddegrader. Kortet er overleveret i en enkel kopi som for øjeblikket befinder sig på Library of Congress i Washington D.C.

## Beskrivelse
Kortets fulde titel er "Universalis cosmographia hale Ptholomaei traditionem et Americi Vespucii aliorumque lustrationes". Nogle personer mener det er baseret på en række tidligere kort, hovedsageligt kort udarbejdet på basis af Ptolemæus atlas og Caveris planisfære og andre kort lignende dem udarbejdet af Martellus eller Behaim. De Vestindiske Øer og hvad der forekommer af være Florida havde været afbilledet på to tidligere kort, Cantinokortet, smuglet fra Portugal til Italien i 1502 som viser detaljer kendt i 1500 samt Caveriokortet tegnet omkring 1503-1504 som også syntes at vise den Mexicanske Golf. Hvorom ingen tidligere kort med sikkerhed beskriver de vestlige lande som adskilt fra Asien (om end en østlige asiatisk kystlinje er afbilledet på kort dateret efter 1500), så viser Waldseemüllerkortet Amerika tydeligt adskilt fra Asien af et bredt hav.
Waldseemüllerkortet viser Nord og Sydamerika som to store kontinenter. Hovedkortet viser dem som to adskilte kontinenter, mens et lille indsat oversigtskort i toppen viser dem forbundet med en landtange. Navnet ”Amerika” er placeret på Sydamerika, den første gang denne betegnelse er brugt. Waldseemüller forklarede i Cosmographiae Introductio udgivet sammen med kortet at navnet blev givet til ære for Amerigo Vespucci.
I afbildningen af Amerika som adskilt fra Asien, indeholder kortet et stort hav mellem de bjergrige vestlige amerikanske kyster og Asiens østlige kyst. De tidligste europæiske historiske optegnelser af dette hav – Stillehavet – blev gjort af Vasco Núñez de Balboa i 1513 eller af Juan Ponce de León i 1512 / 1513. Waldseemüller prædaterer således med sin beskrivelse af havet den egentlige opdagelsen af Stillehavet med fem til seks år. Hvorledes dette kunne gå til er forsat uvist, ligesom det er uvist hvordan det lykkedes Waldseemüller at give en så relativ korrekt optegnelse af Sydamerika.
Tilsyneladende var holdningen blandt de fleste af samtidens korttegnere at de nye landmasserne som var bragt for lyset af Christoffer Columbus, Vespucci, mm. at de var del af de asiatiske regioner kaldet Ostindien – af hvilke grund ”Caribien” også kaldes for De Vestindiske Øer. Således mener nogle at det er umuligt at Waldseemüller kunne have haft kendskab til Stillehavet som er afbilledet på kortet. Historikeren Peter Whitfield har teoretiseret at Waldseemüller indarbejdet havet ind i sit kort, da Vespuccis beskrivelser fra hans rejser i Amerika, med deres barbariske folkeslag, ikke kunne forenes med samtidig moderne viden om Indien, Kina, og øerne i Vestindien og øerne i Ostindien. Således kan Waldseemüller have ræsonneret sig frem til at de nyopdagede landområder ikke kunne være en del af Asien, men måtte være adskilt fra det.
Også det tidligere værk Mundus Novus kan have været en inspirationskilde for Waldseemüller. Mundus Novus, tilskrevet Vespucci (som selv havde udforsket de østlige kyster af Sydamerika), et værk som fra 1504 havde været bredt distribueret i Europa af bl.a. Waldseemüllers gruppe (fra 1507), og som er det første værk der introducerer teorien om at de nyopdagede landområder ikke var dele af Asien, men derimod et helt nyt kontinent. At Waldseemüller kan have lade sig inspirere af Vespuccis arbejde kan muligvis underbygges af at Waldseemüller anvendte Vespuccis navn (Amerigo) til navngivningen af det nye kontinent.
Kortet består af tolv sektioner produceret fra træudskæringer og hver målende 46 x 62 cm. Sektionernes samles til et fuldstændigt verdenskort med fire rækker og tre kolonner. Kortet bruger en tilpasning af en ptolemæiske-kortprojektion med buet meridianer for at skildre hele Jordens overflade.

## Historie
Kortet var produceret mens Waldseemüller var del af en gruppe af lærde på en uddannelsesinstitution i Saint-Dié-des-Vosges, Lorraine – som på daværende tidspunkt var del af det Tysk-romerske rige. Kortet blev ledsaget af bogen Cosmographiae Introductio, produceret samme steds.
Waldseemüller bemærkede at kortet blev trykt i et tusinde kopier, hvoraf kun en enkelt er bevaret i sin helhed. Oprindeligt tilhørte det overleverede kort Johannes Schöner (1477-1547), en astronom, geograf og kartograf fra Nürnberg. Dets eksistens forblev ukendt i flere århundreder, indtil det genopdagelse i 1901 i et bibliotek (tilhørende prins Johannes zu Waldburg-Wolfegg) på et slot i Schloss Wolfegg i Wolfegg, Württemberg, Tyskland. Opdagelsen blev gjort af den jesuiterhistorikeren Joseph Fischer. Det forblev på slottet indtil 2001 hvor USAs nationalbibliotek Library of Congress købte det af Waldburg-Wolfegg-Waldsee for 10 millioner dollars. Kortet blev formelt overdraget af forbundskansler Angela Merkel til Library of Congress ved en ceremoni den 30. april 2007. I sin tale ved lejligheden understregende Merkel at det var de amerikanske bidrag til udviklingen af Tyskland i efterkrigsperioden der var udslagsgivende i beslutningen til at tillade kort at komme på amerikanske hænder, samt en hyldest til mængden af tyske rødder i det amerikanske samfund.
Siden 2007 har kortet været på permanent udstilling i Library of Congress, i en montre fyldt med argon. Forud for udstillingen var kortet genstand for en større videnskabeligt analyse ved brug af hyperspektral billedbehandling med avancerede LED-kameraer og belysningssystemer for undersøge hvorledes kortet bedst kunne præserveres, opbevares og udstilles.
I 2005 nominerede Librarian of Congress kortet til optagelse på UNESCO's Verdensmindeprogram, hvorpå det blev indskrevet samme år.